# Лесхулухе
Лесхулухе (груз. ლესხულუხე) — село в Грузії.
За даними перепису населення 2014 року в селі проживає 167 особи.